# Золотухин, Иван Пантелеевич
Иван Пантелеевич Золотухин (1924 — 2006) — советский  старшина, разведчик взвода разведки 1137-го стрелкового полка, 339-й стрелковой дивизии, 33-й армии, 1-го Белорусского фронта. Полный кавалер Ордена Славы.

## Биография
Родился 13 февраля 1924 года в станице Ново-Щедринская Шелковского района, Дагестанская АССР в крестьянской семье.
В 1938 году после окончания шести классов Гудермесской средней школы и в 1941 году Грозненской фабрично-заводской школы — работал помощником бурильщика на нефтяных и газовых скважинах.
С 1943 года призван в ряды РККА, воевал на Северо-Кавказском фронте в составе 383-й стрелковой дивизии, был ранен. С апреля по май 1944 года разведчик взвода разведки 1137-го стрелкового полка, 339-й стрелковой дивизии, 33-й армии рядовой И. П. Золотухин в боях во время Крымской наступательной операции неоднократно ходил в разведку и добывал ценные сведения о противнике, способствуя при этом выполнению боевых задач своего полка. За это 14 июня 1944 года Указом Президиума Верховного Совета СССР И. П. Золотухин был награждён  Орденом Славы 3-й степени.
13 января 1945 года разведчик взвода разведки И. П. Золотухин с группой разведчиков находясь на левом берегу реки Висла близ города Опочно в Польше проник в тыл врага захватив двух языков давших ценные сведения о противнике.  4 марта 1945 года Указом Президиума Верховного Совета СССР И. П. Золотухин был награждён  Орденом Славы 2-й степени.
16 апреля 1945 года разведчик взвода разведки И. П. Золотухин находясь на левом берегу реки Одер близ города Фюрстенберг в Германии вёл разведку огневых точек на переднем крае обороны противника. По полученным от него сведениям артиллерийским налётом было  уничтожено три пулеметные точки и два дзота с гарнизоном. В бою И. П. Золотухин истребил свыше десяти гитлеровцев и одного пленил. 15 мая 1946 года  Указом Президиума Верховного Совета СССР И. П. Золотухин был награждён  Орденом Славы 1-й степени.
В 1947 году старшина И. П. Золотухин был демобилизован. Жил в городе Речица Гомельской области. После получения среднего образования в вечерней школе работал буровым мастером нефтяных и газовых скважин.  Дважды был участником парадов 24 июня 1945 года — Парада Победы  и  9 мая 1985 года — Парада 1985 года.
Умер 21 августа 2006 года в Новомосковске на Украине.

## Награды
- Орден Славы I степени (1946)
- Орден Славы II степени (1945)
- Орден Славы III степени (1944)
- Орден Отечественной войны I степени (1985)